# Jozef De Feyter
Jozef „Jos“ De Feyter (* 11. Juli 1925 in Brecht (Belgien); † 14. April 2014 in Malle) war ein belgischer Radrennfahrer.

## Sportliche Laufbahn
De Feyter war im Straßenradsport aktiv. Von 1949 bis 1958 war er Unabhängiger und Berufsfahrer. 1951 siegte er auf zwei Etappen der Ronde van Nederland, die er als Gesamtdritter beendete. Er gewann 1951 Brüssel–Izegem sowie weitere belgische Eintagesrennen, 1952 Putte–Mechelen, die Ronde van Brabant, 1953 den Grote Prijs Stad Sint-Niklaas, 1954 den Omloop van Midden-België, 1957 den Prix de la Libération in Frankreich. Dazu kamen einige Siege in Kriterien.
Zweiter wurde er 1949 in der Flandern-Rundfahrt für Unabhängige, 1951 im Omloop van Midden-Vlaanderen und im Omloop van Midden-België (auch 1955), 1954 im GP Victor Standaert und im Nationale Sluitingsprijs. Dritter wurde er 1952 bei Antwerpen–Genk, 1953 in der Ronde van Limburg, 1954 im Omloop van Limburg, 1954 im Schaal Sels, 1955 im Scheldeprijs, 1956 im GP Stad Sint-Niklaas und im Nationale Sluitingsprijs.
Bei den Straßenradsport-Weltmeisterschaften 1951 wurde er beim Sieg von Fredy Kübler Vierter und damit bester Belgier.